# Associazione Calcio Spezia 1994-1995
Questa pagina raccoglie le informazioni riguardanti l'Associazione Calcio Spezia nelle competizioni ufficiali della stagione 1994-1995.

## Stagione
Nella stagione 1994-1995 lo Spezia è di nuovo ai nastri di partenza della Serie C1, grazie alle delibere della CAF e dai guai economici di alcune società. La novità più rilevante in casa spezzina è la presidenza che passa dopo otto anni, da Domenico Mastropasqua a Gabriele Sitta. Viene confermato alla guida tecnica Claudio Onofri ma con una rosa profondamente rinnovata, confezionata con il ds Giuliano Fiorini. Una squadra, quella bianconera, competitiva e di assoluto valore, a parte il Bologna di Renzo Ulivieri, lotta con tutte le altre alla pari, raccogliendo 20 punti nel girone di andata e 29 nel ritorno, chiudendo il campionato in settima posizione, e sopra ogni altra cosa, tornando a regalare soddisfazioni al competente pubblico spezzino. In Coppa Italia gli aquilotti superano nel primo turno la Carrarese, mentre nel secondo turno cedono il passo all'Empoli.

## Rosa
| N. |                   | Ruolo | Calciatore          |
| -- | ----------------- | ----- | ------------------- |
|    | Italia (bandiera) | C     | Emilio Affuso       |
|    | Italia (bandiera) | D     | Tiziano Aramini     |
|    | Italia (bandiera) | D     | Nicola Bambini      |
|    | Italia (bandiera) | C     | Roberto Bergamaschi |
|    | Italia (bandiera) | D     | David Cappelletti   |
|    | Italia (bandiera) | A     | Massimo Castelli    |
|    | Italia (bandiera) | A     | Andrea Cecchini     |
|    | Italia (bandiera) | A     | Gian Primo Costi    |
|    | Italia (bandiera) | C     | Stefano Dalla Costa |
|    | Italia (bandiera) | A     | Roberto Labardi     |
|    | Italia (bandiera) | A     | Cristiano Masitto   |

| N. |                   | Ruolo | Calciatore            |
| -- | ----------------- | ----- | --------------------- |
|    | Italia (bandiera) | P     | Roberto Menghini      |
|    | Italia (bandiera) | D     | Patrick Moro          |
|    | Italia (bandiera) | C     | Roberto Mosca         |
|    | Italia (bandiera) | D     | Giacomo Nincheri      |
|    | Italia (bandiera) | C     | Cristian Pepe         |
|    | Italia (bandiera) | P     | Paolo Pizzoferrato    |
|    | Italia (bandiera) | C     | Massimiliano Sabbadin |
|    | Italia (bandiera) | D     | Filippo Scorolli      |
|    | Italia (bandiera) | C     | Fabio Tricarico       |
|    | Italia (bandiera) | D     | Giuseppe Vecchio      |
|    | Italia (bandiera) | A     | Alvaro Zian           |

## Risultati

### Campionato

#### Girone di andata
| Arbitro: | Bizzotto (Castelfranco Veneto) |

|                                      |           |                |
| Masitto 30’ Labardi 35’ Castelli 68’ | Marcatori | 18’, 42’ Brogi |

| Arbitro: | Santoruvo (Bari) |

|                |           |                 |
| Pietranera 71’ | Marcatori | 88’ (rig.) Zian |

| Arbitro: | Ruggiero (Nocera Inferiore) |

|  |           |                               |
|  | Marcatori | 71’ Ferraresso 84’ Mafioletti |

| Arbitro: | Pizzini (Verona) |

|                                                     |           |            |
| G. Bizzarri 37’, 56’, 66’ (rig.), 88’ Mazzucato 48’ | Marcatori | 6’ Masitto |

| Arbitro: | D'Errico (Frattamaggiore) |

|               |           |              |
| Tricarico 12’ | Marcatori | 80’ Campioli |

| Arbitro: | Apricena (Firenze) |

|                              |           |          |
| Mayer 37’ E. Baggio 63’, 92’ | Marcatori | 21’ Zian |

| La Spezia 9 ottobre 1994 7ª giornata | Spezia           | 0 – 0 | Modena | Stadio Alberto Picco\| Arbitro: \| Nucini (Bergamo) \| |
| Arbitro:                             | Nucini (Bergamo) |       |        |                                                        |

| Arbitro: | Guiducci (Arezzo) |

|                    |           |  |
| Serioli 69’ (rig.) | Marcatori |  |

| Arbitro: | Vendramin (Castelfranco Veneto) |

|                             |           |  |
| Masitto 48’ (rig.) Pepe 94’ | Marcatori |  |

| Arbitro: | Bancale (Latina) |

|             |           |                 |
| C. Donà 16’ | Marcatori | 25’ Bergamaschi |

| Arbitro: | Strazzera (Trapani) |

|                                        |           |                           |
| Tricarico 23’ Dalla Costa 31’ Zian 53’ | Marcatori | 43’ Romairone 65’ Damiani |

| La Spezia 20 novembre 1994 12ª giornata | Spezia           | 0 – 0 | Prato | Alberto Picco\| Arbitro: \| Freddi (Sassari) \| |
| Arbitro:                                | Freddi (Sassari) |       |       |                                                 |

| Massa 27 novembre 1994 13ª giornata | Massese                    | 0 – 0 | Spezia | Stadio degli Oliveti\| Arbitro: \| Cardella (Torre del Greco) \| |
| Arbitro:                            | Cardella (Torre del Greco) |       |        |                                                                  |

| Arbitro: | Sputore (Vasto) |

|  |           |                |
|  | Marcatori | 4’ Dalla Costa |

| Arbitro: | Strocchia (Nola) |

|          |           |             |
| Zian 76’ | Marcatori | 45’ M. Sala |

| Arbitro: | L. Branzoni (Pavia) |

|                     |           |                 |
| Beghetto 24’ (rig.) | Marcatori | 70’ (rig.) Zian |

| Arbitro: | Genovese (Avellino) |

|                 |           |                                       |
| Dalla Costa 48’ | Marcatori | 49’, 69’ (rig.) Cecconi 59’ De Marchi |

#### Girone di ritorno
| Monza 8 gennaio 1995 18ª giornata | Monza               | 0 – 0 | Spezia | Stadio Brianteo\| Arbitro: \| Mandolito (Cosenza) \| |
| Arbitro:                          | Mandolito (Cosenza) |       |        |                                                      |

| Arbitro: | Corda (Cagliari) |

|                |           |                |
| Dalla Costa 2’ | Marcatori | 41’ Pietranera |

| Arbitro: | Pascariello (Lecce) |

|                            |           |              |
| Ferraresso 58’ Bonazzi 67’ | Marcatori | 60’ Castelli |

| Arbitro: | Ercolino (Cassino) |

|                            |           |              |
| Tricarico 11’ Cecchini 53’ | Marcatori | 83’ Biliotti |

| Arbitro: | Vendramin (Castelfranco Veneto) |

|                        |           |              |
| Cappelletti 31’ (aut.) | Marcatori | 16’ Sabbadin |

| Arbitro: | Linfatici (Viareggio) |

|                             |           |  |
| Zian 7’ (rig.) Castelli 85’ | Marcatori |  |

| Arbitro: | Bertini (Arezzo) |

|                          |           |                                 |
| M. Pellegrini 56’ (rig.) | Marcatori | 89’ Vecchio 91’ (aut.) Mazzetti |

| Arbitro: | Alvino (Salerno) |

|              |           |              |
| Cecchini 88’ | Marcatori | 69’ Scazzola |

| Arbitro: | Tullio (Avezzano) |

|  |           |               |
|  | Marcatori | 30’ Tricarico |

| Arbitro: | Preschern (Mestre) |

|              |           |  |
| Cecchini 34’ | Marcatori |  |

| Alessandria 9 aprile 1995 28ª giornata | Alessandria    | 0 – 0 | Spezia | Stadio Giuseppe Moccagatta\| Arbitro: \| Borelli (Roma) \| |
| Arbitro:                               | Borelli (Roma) |       |        |                                                            |

| Arbitro: | Cardella (Torre del Greco) |

|                           |           |  |
| Giannoni 13’ Califano 90’ | Marcatori |  |

| Arbitro: | Vendramin (Castelfranco Veneto) |

|              |           |  |
| Cecchini 52’ | Marcatori |  |

| Arbitro: | Longo (Paola) |

|                                     |           |                            |
| Affuso 30’ Castelli 42’ Vecchio 75’ | Marcatori | 27’ M. Tacchi 66’ Marrocco |

| Arbitro: | Giuseppe Urbano (Carbonia) |

|                    |           |                              |
| M. Sala 23’ (rig.) | Marcatori | 21’ Cecchini 65’ Dalla Costa |

| Arbitro: | Gambino (Barletta) |

|                 |           |                           |
| Zian 28’ (rig.) | Marcatori | 25’ Lunardon 73’ Beltrame |

| Arbitro: | Cecotti (Udine) |

|                                          |           |                  |
| Nervo 2’ D. Morello 10’, 60’ Cecconi 53’ | Marcatori | 4’, 67’ Cecchini |

## Coppa Italia
| Arbitro: | Anselmo (Asti) |

|             |           |                         |
| Benfari 18’ | Marcatori | 14’ Labardi 29’ Masitto |

| Arbitro: | Alban (Bassano del Grappa) |

|             |           |  |
| Masitto 35’ | Marcatori |  |

| Arbitro: | Manganelli (Milano) |

|  |           |                                    |
|  | Marcatori | 57’ Melis 69’ Marta 75’ Puccinelli |

| Arbitro: | Paparesta (Bari) |

|           |           |  |
| Melis 61’ | Marcatori |  |